# Abu Hanifa
Abū anīfa al-Nuʿmān b. Thābit b. Zūṭā b. Marzubān (tiếng Ả Rập: أبو حنيفة نعمان بن ثابت بن زوطا بن مرزبان مرزبان; c. 699 - 767), được gọi tắt là Abū Hanīfa, tên tôn kính là Imam Abū Hanīfa do người Hồi giáo Sunni đặt, là một nhà thần học Hồi giáo Sunni thế kỷ thứ 8 và là nhà tư pháp gốc Ba Tư, trường phái Hanafi của luật học Sunni, vẫn là trường phái luật được thực hành rộng rãi nhất trong truyền thống Sunni. Ông thường được ám chỉ trên các văn bia với tên tôn kính al-Imām al-aʿẓam ("The Great Imam") và Sirāj al-aʾimma ("Ngọn đèn của Imams") trong Hồi giáo Sunni.
Sinh ra trong một gia đình theo đạo Hồi ở Kufa, Abu Hanifa được biết là đã đi đến khu vực Hejaz của Xê-út khi còn trẻ, tại đó ông đã theo học các bậc thầy nổi tiếng nhất ở Mecca và Medina vào thời điểm đó. Khi sự nghiệp là một nhà thần học và luật gia tiến bộ, Abu Hanifa nổi tiếng vì ủng hộ việc sử dụng lý trí trong các phán quyết pháp lý của mình (faqīh dhū raʾy) và ngay cả trong thần học. Trường thần học của Abu Hanifa là trường sau này sẽ phát triển thành trường phái Maturidi của thần học Sunni. Ông cũng được coi là một học giả Hồi giáo nổi tiếng và cá tính của người Hồi giáo Sunni.

## Tiểu sử

### Thời thơ ấu
Abū anīfah được sinh ra tại thành phố Kufa ở Iraq, dưới triều đại của Umayyad caliph Abd al-Malik ibn Marwan. Cha của Abu, Thabit bin Zuta, là một thương nhân từ Kabul (ngày nay ở Afghanistan), đã 40 tuổi vào thời điểm Ab anīfah ra đời.
Tổ tiên của ông thường được chấp nhận là người gốc Ba Tư theo gợi ý từ nguyên của tên của ông nội ông (Zuta) và ông cố (Mah). Nhà sử học Al-Khatib al-Baghdadi ghi lại một tuyên bố từ cháu trai của Imām Abū Ḥanīfah, Ismail bin Hammad, người đã cho dòng dõi của Abū Ḥanīfah là Thabit bin Numan bin Marzban và tự xưng là người gốc Ba Tư. Sự khác biệt trong các tên, được đưa ra bởi Ismail của ông nội và ông cố của Abū Ḥanīfah, được cho là do Zuta chấp nhận tên tiếng Ả Rập (Numan) khi ông chấp nhận đạo Hồi và Mah và Marzban là tiêu đề hoặc ký hiệu chính thức ở Ba Tư, với thứ hai, nghĩa là một bá tước, đề cập đến tổ tiên cao quý của gia đình Abū Ḥanīfah như các Sasanian Marzbans (tương đương với margraves). Tuy nhiên, ý kiến được chấp nhận rộng rãi là có lẽ ông là người gốc Ba Tư.

### Tuổi trưởng thành và cái chết

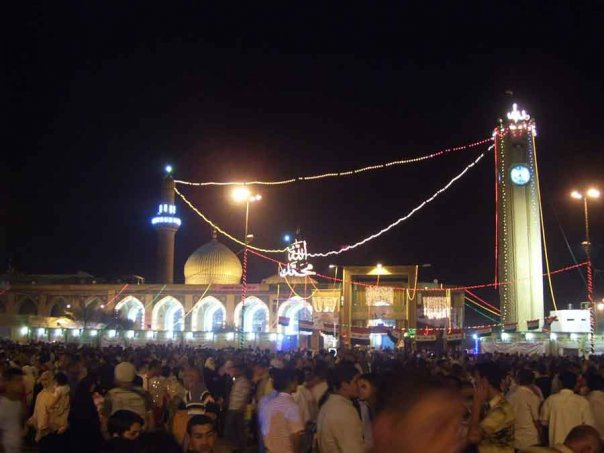
Nhà thờ Hồi giáo Abu Hanifa ở Baghdad, Iraq

Năm 763, al-Mansur, quốc vương Abbasid đề nghị Abu Hanifa giữ chức vụ Chánh án của Nhà nước, nhưng ông đã từ chối lời đề nghị, chọn cách độc lập. Học sinh của ông, Abu Yusuf, sau đó được Caliph Harun al-Rashid bổ nhiệm làm Qadi Al-Qudat (Chánh án Nhà nước).
Trả lời al-Mansur, Abū anīfah nói rằng ông không phù hợp với cương vị trên. Al-Mansur, người có ý tưởng và lý do riêng để đặt ông vào vị trí này, đã mất bình tĩnh và buộc tội Abū anīfah nói dối.
"Nếu tôi đang nói dối," Abū Hanīfah nói, "thì tuyên bố của tôi là chính xác gấp đôi. Làm thế nào ngài có thể bổ nhiệm một kẻ nói dối vào chức vụ cao quý Qadi (Thẩm phán)?"
Tức giận bởi câu trả lời này, quốc vương đã bắt Abū Ḥanīfah vào tù và tra tấn ông. Ông không bao giờ được cho ăn cũng không được chăm sóc. Ngay cả khi ở trong tù, Abu vẫn tiếp tục dạy những người được phép đến gặp ông.
Vào ngày 15 Rajab 150  (ngày 15 tháng 8 năm 767 ), Abū Hanīfah chết trong tù. Nguyên nhân cái chết của ông không rõ ràng, vì một số người nói rằng Abū Hanīfah đã đưa ra một ý kiến pháp lý cho việc mang vũ khí chống lại Al-Mansur, và sau đó ông đã bị đầu độc. Người bạn tù và người sáng lập Karaite Do Thái, Anan Ben David, được cho là đã nhận được lời khuyên sống còn từ Abu. Người ta nói rằng rất nhiều người tham dự đám tang của ông đến nỗi dịch vụ tang lễ được lặp lại sáu lần cho hơn 50.000 người đã tụ tập trước khi ông thực sự được chôn cất. Theo tường thuật lại của nhà sử học al-Khatib, có thể nói rằng trong hai mươi ngày, mọi người đã tiếp tục thực hiện nghi thức cầu nguyện cho Abu. Sau này, sau nhiều năm, Nhà thờ Hồi giáo Abū Ḥanīfah được xây dựng tại khu phố Adhamiyah của Baghdad. Abū Hanīfah cũng ủng hộ lý tưởng của Zayd ibn Ali và Ibrahim al Qamar cả Alid Zaidi Imams.
Ngôi mộ của Abū Hanīfah và lăng mộ của Abdul Qadir Gilani đã bị Shah Ismail của đế chế Safavi phá hủy vào năm 1508. Năm 1533, Ottoman đã chinh phục Baghdad và xây dựng lại lăng mộ của Abū Ḥanīfah và các địa điểm khác của Hồi giáo Sunni.